# Un ragazzo di Calabria
Un ragazzo di Calabria è un film del 1987 diretto da Luigi Comencini.
La storia narrata è ispirata alla figura di Francesco Panetta, calabrese di Siderno, primatista italiano nei 3000 metri siepi, che nel 1987 vinse l'oro ai mondiali di Roma.

## Trama
1960: in un paesino della provincia di Reggio Calabria, alla vigilia dei Giochi olimpici di Roma, Mimì un ragazzino con aspirazioni da atleta, si allena all'insaputa di suo padre, che desidera farlo studiare per sottrarlo alla miseria della sua condizione.
Mimì arriva addirittura a correre scalzo per non rovinare le scarpe: la sua passione finisce per commuovere sua madre, che non esita a sostenere il figlio, e desta l'interesse di Felice, un autista di corriera che diventa il suo "allenatore".
La vittoria di Abebe Bikila alle Olimpiadi, intravista sullo schermo del televisore di una famiglia di abbienti, servirà da sprone per il ragazzo, che arriverà a cogliere la prima vittoria proprio a Roma, in occasione dei Giochi della Gioventù.

## Produzione

### Cast
Come in gran parte dei film di Comencini, la parte del giovane protagonista è affidata ad un ragazzo alle prime armi, Santo Polimeno, selezionato sul posto delle riprese. Nella parte della ragazza bionda e figlia dei "ricchi" c'è una giovanissima Giada Desideri, qui al suo debutto, e che in seguito diverrà apprezzata interprete di numerose fiction.

## Colonna sonora
Le musiche sono di Vivaldi, in particolar modo estratte dal suo Concerto in do magg per mandolino archi e cembalo (RV 425) e Concerto in re maggiore per liuto, 2 violini e continuo, RV 93